# オリヴィア・ハッセー
- オリヴィア・ハッセー
- オリビア・ハッセー[1][2]

オリヴィア・ハッセー（Olivia Hussey [ouˈliviə ˈhʌsi]、1951年4月17日 - 2024年12月27日）は、イギリスの女優。アルゼンチンのブエノスアイレス生まれ。

## 来歴
父はアルゼンチンの有名タンゴ歌手オズヴァルド・リボ（1927年-2015年。2歳の時に両親が離婚し、8歳で母の母国イギリスに渡る。
ドラマ・スクールで学び、ロンドンの舞台に立っていたところをフランコ・ゼフィレッリ監督に見出され、1968年、ウィリアム・シェイクスピア原作の映画『ロミオとジュリエット』で人気女優となるが、その後は役に恵まれず、テレビ出演が主となっている。1980年の日本映画『復活の日』では草刈正雄の相手役を演じた。
2003年、映画『マザー・テレサ』で「この役を20年間待ち続けた」というマザー・テレサの役を演じ、スクリーンに復活を遂げた。「シェイクスピアのジュリエットを演じ、聖母マリアを演じ、マザー・テレサを演じることができたなんて幸運としか言いようがない」と語った。
2024年12月27日に死去。73歳没。死因は癌だと思われる。

### プライベート
私生活ではディーン・マーティンの息子のディーン・ポール・マーティンと1971年に結婚し、1973年に男児をもうけたが、1978年に離婚。
カネボウ化粧品のCMに出演した際、そのCM曲「君は薔薇より美しい」を歌った歌手の布施明と1980年に結婚。1983年に男児をもうけたが1989年に離婚している。
その後、ヘヴィメタル・バンドのジェフリア等でボーカルを務めているデイヴィッド・グレン・アイズレーと結婚。1993年にのちに女優となるインディア・アイズリーをもうけた。

## 主な出演作品

### 映画
| 公開年 | 邦題 原題                                 | 役名                     | 備考       |
| ------ | ----------------------------------------- | ------------------------ | ---------- |
| 1965年 | 湖愁 The Battle of the Villa Fiorita      | ドナ                     |            |
| 1968年 | ロミオとジュリエット Romeo and Juliet     | ジュリエット             |            |
| 1971年 | 青い騒音 All the Right Noises             | ヴァル                   |            |
| 1972年 | サマータイム・キラー Un verano para matar | タニア                   |            |
| 1972年 | スローター・ゲーム Turkey Shoot           | クリス・ウォルターズ     |            |
| 1973年 | 失われた地平線 Lost Horizon               | マリア                   |            |
| 1974年 | 暗闇にベルが鳴る Black Christmas          | ジェス                   |            |
| 1978年 | ナイル殺人事件 Death on the Nile          | ロザリー・オッターボーン |            |
| 1978年 | 遺言シネマ殺人事件 The Cat and the Canary | シシリー・ヤング         |            |
| 1978年 | 燃える世界の男 The Pirate                 | レイラ                   | テレビ映画 |
| 1980年 | 復活の日                                  | マリト                   |            |
| 1982年 | アイバンホー Ivanhoe                      | レベッカ                 | テレビ映画 |
| 1985年 | コルシカの兄弟 The Corsican Brothers      | アナマリー               | テレビ映画 |
| 1987年 | 歪んだ殺意 Distortions                    | エイミー・マークス       |            |
| 1990年 | 聖戦 Undeclared War                       | レベッカ                 |            |
| 1990年 | サイコ4 Psycho IV: The Beginning          | ノーマ・ベイツ           | テレビ映画 |
| 1994年 | セーブ・ミー/我慢できない女 Save Me       | ゲイル                   |            |
| 1995年 | アイスクリームマン Ice Cream Man          | ワートン                 |            |
| 1998年 | ガーデン The Gardener                     | ミセス・カーター         |            |
| 2003年 | マザー・テレサ Mother Teresa of Calcutta  | マザー・テレサ           | テレビ映画 |
| 2005年 | 脳内監禁 〜nijyu jinkaku〜 Headspace      | カレン・マーフィー博士   |            |

### テレビ・シリーズ
| 放映年 | 邦題 原題                                | 役名                     | 備考         |
| ------ | ---------------------------------------- | ------------------------ | ------------ |
| 1977年 | ナザレのイエス Jesus of Nazareth         | マリア                   | ミニシリーズ |
| 1990年 | IT/イット It                             | オードラ・デンブロウ     | ミニシリーズ |
| 1997年 | ボーイ・ミーツ・ワールド Boy Meets World | プルーデンス・カーティス | 1エピソード  |